# Raisin-cyclus

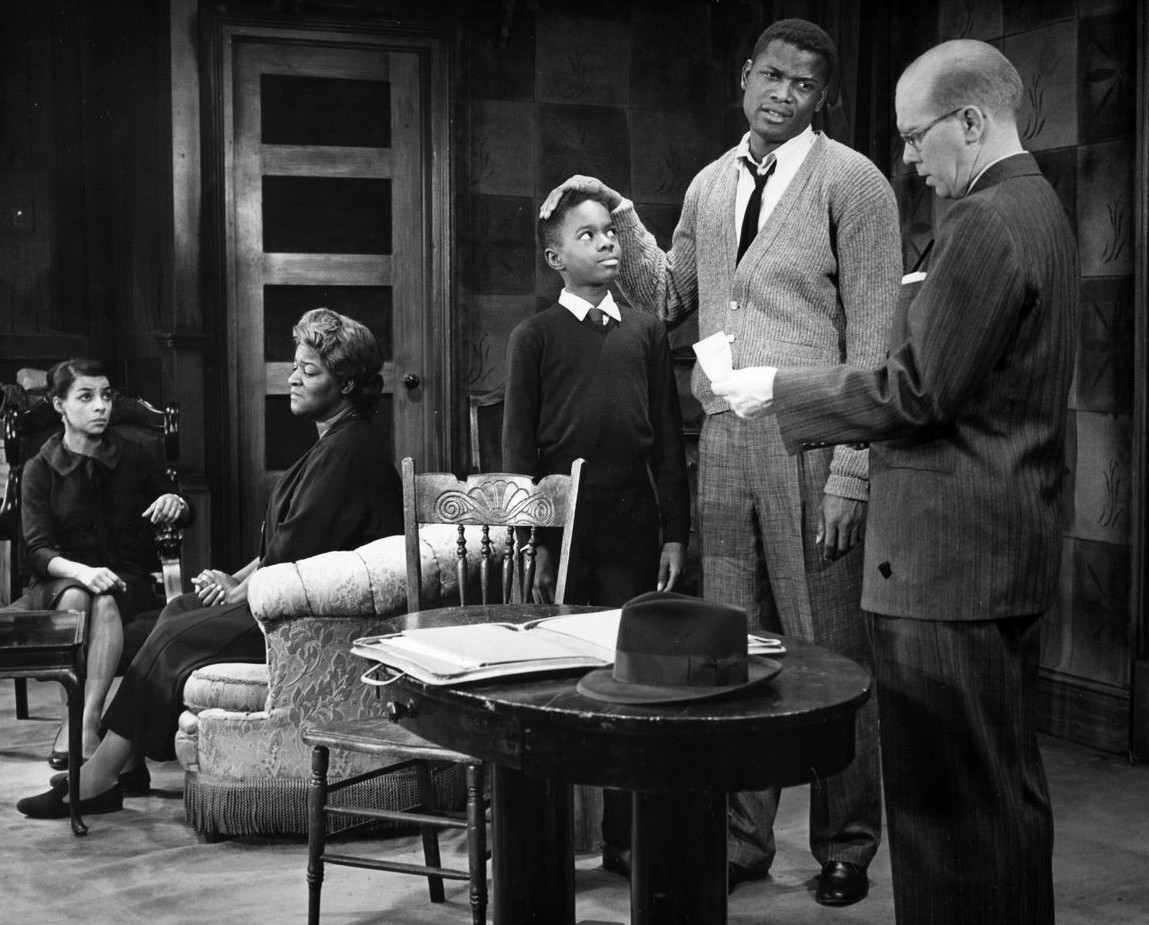
Een scène in het toneelstuk op Broadway, 1959.

De Raisin-cyclus is een cyclus van toneelstukken van verschillende schrijvers gebaseerd op het toneelstuk A raisin in the sun (1959) van Lorraine Hansberry. Later zijn er twee toneelstukken geschreven die A raisin in the sun als uitgangspunt hadden: Clybourne Park (2010, door Bruce Norris) en Beneatha's Place (2013, door Kwame Kwei-Armah).
De cyclus van drie toneelstukken wordt door Kwei-Armah en anderen 'The Raisin Cycle' ('De Raisin-cyclus') genoemd. De complete cyclus is in 2012-2013 opgevoerd door theater Center Stage in Baltimore.
In 2016, 2018 en 2019 werd de cyclus in Nederland opgevoerd door Well Made productions (Samora Bergtop en Ellen Tjon A Meeuw). Esther Duysker vertaalde de stukken voor deze Nederlandse productie. Duysker schreef ook The story of Travis (2023), als vierde deel van de cyclus.

## Lorraine Hansberry
Lorraine Vivian Hansberry (19 mei 1930 – 12 januari 1965) was de eerste Zwarte Amerikaanse vrouw van wie een toneelstuk werd uitgevoerd op Broadway. A raisin in the sun is haar bekendste werk. Ze werkte samen met W.E.B. Du Bois en Paul Robeson bij de panafrikanistische krant Freedom. Ze was lesbisch en schreef ook daar over en over discriminatie tegen homoseksualiteit. Ze schreef ook een autobiografisch toneelstuk, waarvan Nina Simone de titel, To Be Young, Gifted and Black, gebruikte voor een nummer met dezelfde naam. Hansberry stierf op 34-jarige leeftijd aan alvleesklierkanker.

## A raisin in the sun
A raisin in the sun werd voor het eerst opgevoerd in 1959 op Broadway en voor het eerst gepubliceerd in boekvorm door Random House in datzelfde jaar.
In het stuk komen thema's aan bod als armoede, huisvestingsdiscriminatie, racisme en de rassensegregatie in de Verenigde Staten. Het stuk gaat over een Zwarte familie in zuid-Chicago die bestaat uit Walter Lee Younger, zijn echtgenote Ruth, hun zoon Travis, Walters moeder Lena (Mama) and Walters jongere zus Beneatha. De familie woont in een kleine, armoedige flat. Walter droomt ervan te ontsnappen aan de armoede door met zijn vrienden Willy en Bobo een drankhandel te beginnen. Aan het begin van het stuk is Walters vader onlangs overleden, en keert de verzekering geld uit. Walter vindt dat hij recht heeft op het geld en wil het investeren in de gedroomde drankhandel. Zijn moeder heeft religieuze bezwaren tegen alcohol en bovendien herinnert Beneatha Walter eraan dat het geld voor Mamma is. Lena wil met het geld als aanbetaling een huis kopen. Ze kiest voor een "rijkere, witte buurt", omdat de huizen in die buurt veel goedkoper zijn. Een deel van het geld geeft ze aan Walter voor zijn investering, met als voorwaarde dat hij een deel reserveert voor de opleiding van Beneatha. Walter geeft al het geld mee aan zijn vriend Willy, die er met het geld vandoor gaat. Bobo komt het slechte nieuws vertellen.
Een witte bewoner van de buurt, Karl Lindner, komt namens de buurt met de familie praten. Met een dreigende ondertoon zegt hij dat de buurt wil vermijden dat er spanningen ontstaan doordat er een Zwarte familie komt wonen, en hij doet een bod op het huis om ze uit te kopen. Tot de afschuw van Lena, Ruth en Beneatha lijkt Walter het bod aan te willen nemen als oplossing voor hun financiële problemen. Lena vindt dat ze dit geld niet moeten aannemen, omdat het geld symbool staat voor de afwijzing van de familie door de buurt; met het geld vertelt de buurt de familie dat ze het niet waard zijn op dezelfde aarde rond te lopen als zijzelf.
Beneatha is geïnteresseerd in twee mannen: George Murchison, met wie ze een relatie heeft, en Joseph Asagai, een Yoruba student uit Nigeria. George is een voorbeeld van een volledig geassimileerde Zwarte man die zijn Afrikaanse achtergrond ontkent en negeert (wat Beneatha afschuwlijk vindt). Hij bespot Walter om zijn penibele situatie, terwijl Walter hem juist als een voorbeeld ziet. Joseph leert Beneatha veel over haar Afrikaanse achtergrond en wijst haar erop dat ze zich onbewust ook aanpast aan de witte cultuur; zo draagt ze haar haar steil. Hij vraagt haar ten huwelijk en vraagt haar met hem in Nigeria te gaan wonen.
Uiteindelijk verandert Walter van mening en laat de familie Younger zich niet uitkopen: ze verhuizen naar het nieuwe huis.
In het boek, de oorspronkelijke tekst van het toneelstuk, kwam ook nog een Mrs. Johnson voor: een bemoeizuchtige, kritische buurvrouw in de flat waar de Youngers wonen en die regelmatig commentaar levert op hun plan om naar een witte buurt te verhuizen. Hansberry gebruikte deze scènes om een komische afwisseling in het stuk te brengen en tegelijkertijd een kritisch perspectief te geven op mensen die niet voor hun rechten opkomen en op de harde, soms gewelddadige realiteit voor Zwarte mensen in de Verenigde Staten.
De titel van het stuk is afgeleid van de regels "What happens to a dream deferred? Does it dry up like a raisin in the sun?" ("Wat gebeurt er met een uitgestelde droom? Droogt die op, zoals een rozijn in de zon?") afkomstig van een gedicht van Langston Hughes getiteld Harlem (ook bekend onder de naam A Dream Deferred).
De kring van New Yorkse theaterrecensenten (New York Drama Critics' Circle) noemde het het beste toneelstuk van 1959 en het is opgenomen in lijsten met de beste toneelstukken ooit geschreven door het Britse dagblad The Independent en de Amerikaanse uitgave van het Britse tijdschrift Time Out.
Frank Rich schreef in 1983 in The New York Times dat het stuk "het Amerikaanse theater voor altijd had veranderd". In 2016 schreef Claire Brennan in The Guardian dat het stuk "nog net zo sterk ontroerde als toen". Door de National Endowment for the Humanities (Verenigde Staten) wordt het geadviseerd als lesmateriaal en ook The Learning Network van The New York Times gebruikt het voor educatieve doeleinden.

### Theaterproductie Broadway (1959)
Op 11 maart 1959 ging het stuk in première op Broadway in het Ethel Barrymore Theatre. Vanaf 19 oktober 1959 werd de productie verplaatst naar het Belasco Theatre, waar het regelmatig werd opgevoerd tot 25 juni 1960. In totaal was het 530 keer opgevoerd. De theaterproducent was Philip Rose. Het had hem anderhalf jaar gekost om de financiering rond te krijgen; het stuk werd beschouwd als een riskante investering omdat alle personages (op een na) Zwart zijn.
De regisseur was Lloyd Richards, de eerste Zwarte regisseur die een stuk opvoerde op Broadway. De acteurs waren onder anderen Sidney Poitier (als Walter Lee Younger), Ruby Dee (als Ruth), Glynn Turman (als Travis), John Fiedler, Louis Gossett jr. en Ossie Davis (die later de rol van Walter speelde).
Aan het eind van de eerste opvoering werd bij het applaus de naam van de auteur geroepen, waarop Poitier het podium af kwam en Hansberry meesleurde naar het podium om de staande ovatie in ontvangst te nemen.
Het stuk werd positief ontvangen, al waren recensenten het er niet over eens of het stuk 'universeel' was of specifiek voor de ervaring van Zwarte mensen.
De productie werd in 1960 genomineerd voor vier Tony Awards: voor het beste toneelstuk, de beste toneelregisseur, de beste acteur (voor Sidney Poitier) en de beste actrice (voor Claudia McNeil).

### Film (1961)
Het stuk is verfilmd onder dezelfde titel. De film werd geregisseerd door Daniel Petrie en in Verenigde Staten uitgebracht in 1961 door Columbia Pictures. In de film speelden dezelfde acteurs als in het toneelstuk. Het script is geschreven door Hansberry zelf. Petrie ontving de Gary Cooper-prijs bij het filmfestival van Cannes, Ruby Dee ontving de National Board of Review Award voor beste actrice in een bijrol en zowel Poitier als McNeil werden genomineerd voor een Golden Globe Award.

## Clybourne Park
Clybourne Park (2010, door de Amerikaanse witte schrijver Bruce Norris) vindt plaats vlak voor de gebeurtenissen in A raisin in the sun en ook 50 jaar later. In dit stuk komt het personage Karl Lindner terug, de witte bewoner van de buurt waar de Youngers een huis willen kopen, Clybourne Park. Het zijn zijn buren, het witte echtpaar Bev en Russ, die hun huis verkopen aan de Youngers. Karl is er sterk op tegen dat er een zwart gezin in de buurt komt wonen. Hij komt bij Bev en Russ langs om zijn mening te geven, en die vragen ook hun huishoudster Francine en haar man Albert om hun mening. Het is een uiterst ongemakkelijke situatie omdat al snel duidelijk wordt dat Francine en Albert door de overigen niet serieus worden genomen en doordat Karl allerlei racistische vooroordelen uit.
In het tweede deel is het 50 jaar later, 2010, en de wijk Clybourne Park is nu in opkomst. De buurt is aan het gentrificeren. Het witte stel Steve en Lindsey koopt een huis van een zwart stel. Ze zijn van plan het huis ingrijpend te verbouwen. Hun toekomstige Zwarte buren Kevin en Lena hebben bezwaar tegen de plannen. Ook het gesprek tussen deze vier mensen ontspoort al snel.
Het stuk is een satire over racisme, gentrificatie en wit privilege.

## Beneatha's Place
Beneatha's Place (2013, door de Brits-Caraïbische schrijver Kwame Kwei-Armah) gaat verder na de gebeurtenissen in A raisin in the sun en heeft Beneatha als hoofdpersonage. Ook in dit toneelstuk zit een tijdsprong van vijftig jaar. Hiermee laat de auteur het verschil zien tussen het openlijke racisme van de jaren vijftig en het meer bedekte racisme in de tijd dat het stuk geschreven werd.
In het eerste deel vertrekt Beneatha met Joseph Asagai naar Nigeria. Beneatha studeert daar geneeskunde en Joseph is een bekend oppositieleider in de onafhankelijkheidsstrijd. Ze krijgen een kind. Een witte buurman probeert Joseph om te kopen.
In het tweede deel is Beneatha decaan bij een gerespecteerde universiteit in California. Ze heeft een discussie met andere hoogleraren, die allemaal wit zijn, over de naamsverandering van hun vakgroep.

## Nederlandse opvoering van de cyclus
Samora Bergtop en Ellen Tjon A Meeuw wilden heel graag toneel brengen vanuit een Zwart perspectief. Ze begonnen een crowdfunding-actie en kregen daarmee genoeg fondsen bij elkaar om A raisin in the sun te produceren. Het was vanaf het begin de bedoeling de hele cyclus te brengen plus een vierde, nieuw geschreven stuk. Het door hen opgerichte theaterproductiebedrijf Well Made Productions voerde alle vier de stukken op.
Alle drie de stukken zijn vertaald door Esther Duysker. Toneel- en scenarioschrijfster Duysker (1985) studeerde in 2011 af aan de Hogeschool voor de Kunsten Utrecht, waar ze de opleiding 'Writing for Performance' volgde. Ze schreef het scenario voor de korte film DAG, die werd geselecteerd voor de Gouden Kalf Competitie 2011 en voor de speelfilm Buladó (geschreven samen met regisseur Eché Janga) won het Gouden Kalf voor de beste langspeelfilm 2020. Ze schreef een bewerking van Othello van William Shakespeare, geregisseerd door Daria Bukvić in 2018 en 2023. Een van haar zussen is Sosha Duysker.

### A raisin in the sun(2016)
Well Made Productions voerde in 2016 A raisin in the sun op, wat de eerste keer was dat dit stuk in Nederland werd opgevoerd. Het werd geregisseerd door Teunkie van der Sluijs. De acteurs waren Mandela Wee Wee (als Walter Lee Younger), Samora Bergtop (als Ruth), Jetty Mathurin (als Lena/Mama), Joy Wielkens en Djamila Landbrug (als Beneatha), Yannick Jozefzoon en Yamill Jones (als Travis), André Dongelmans en Adam Kissequel (als Joseph Asagai / George Murchison) en Yorick Zwart (als Mr. Karl Lindner).
De productie werd bekroond met de Amsterdamprijs voor de Kunst in 2017.

### Beneatha's place(2018)
Het volgende stuk dat door Well Made Productions werd opgevoerd was Beneatha's place, dat als derde geschreven werd. Het ging in première op 3 mei 2018 in de Stadsschouwburg Amsterdam. Ook dit stuk werd geregisseerd door Teunkie van der Sluijs, en in het stuk acteerden Joy Wielkens (opnieuw als Beneatha), Mandela Wee Wee (als Joseph Asagai Funmilayo / Wale Oguns), Boris van der Ham (als Daniel Barnes / Professor Gary Jacobs), Jetty Mathurin (opnieuw) (als tante Fola), Fockeline Ouwerkerk (als Joan Nelson / Doctor Harriët Banks) en Yorick Zwart (als Peter Nelson / Professor Mark Bond) Het was de Europese première van dit stuk.

### Clybourne Park(2019)
Clybourne Park werd door Well Made Productions opgevoerd in 2019, opnieuw geregisseerd door Teunkie van der Sluijs. In het stuk acteerden Joy Wielkens (opnieuw) (als Francine / Lena/Mama), Anke van 't Hof (als Beth / Kathy), Sergio IJssel (als Albert / Kevin), Yorick Zwart (als Karl / Steve), Marcel Osterop (als Jim / Tom), Peter van Heeringen (als Russ / Dan), Margje Wittermans (als Betsy / Lindsey) en Tim Teunissen (als Kenneth).

### The story of Travis(2022-2023)
De vertaalster van de drie vorige stukken, Esther Duysker, schreef een vervolg op de cyclus, The story of Travis. In dit stuk is Travis het hoofdpersonage. Het speelt zich af in het heden, met flashbacks naar de tijd van de gebeurtenissen in A raisin in the sun.
Het stuk werd opgevoerd in 2022 en 2023 door Well Made Productions in samenwerking met Theater Rotterdam. Het was het regiedebuut van Romana Vrede. In de voorstelling acteerden onder anderen Ruurt De Maesschalck (Travis als oude man in Nederland), Yamill Jones (Travis als jonge man in Chicago), Howard Komproe (Walter), Ritzah Statia (Ruth), Joy Wielkens (opnieuw als Beneatha) en Jetty Mathurin (Lena/Mama). Ook de schrijfster van A raisin in the sun, Lorraine Hansberry, is een personage in het stuk, gespeeld door Dionne Verwey en Jennifer Muntslag speelt Nola, de kleindochter van Travis.